# 閔泳綺
閔 泳綺（びん えいき、ミン・ヨンギ、朝鮮語: 민영기、1858年9月7日〈咸豊8年8月1日〉 - 1927年〈昭和2年〉1月6日）は、朝鮮の政治家。位階勲等爵位は正三位勲一等男爵。日本統治時代には朝鮮総督府中枢院顧問や李王職長官などの重職を歴任した。雅号は満庵（만암）、蒲庵（포암）。本貫は驪興閔氏。

## 経歴

### 前半生
閔泳綺は、咸豊8年（1858年）旧暦8月1日に、朝鮮の京畿道驪州郡で閔峻鎬の子として生まれた。光緒4年（1879年）に科挙の武科に登第し、光緒6年（1880年）に折衝将軍、光緒15年（1889年）に嘉善大夫、光緒18年（1892年）に嘉義大夫にそれぞれ任じられた。開国504年（1895年）7月、甲午改革後に組織された金弘集内閣では宮内府会計院出納司長に任じられ、直ちに日本へ調査使節団として派遣された。建陽元年（1896年）に帰国すると、富国強兵に向けた人材養成の必要性を痛感した泳綺は、先進諸国の文物や技術を習得させるために、日本語や英語などの外国語教育を施す「中橋義塾」を漢城府の鍾路に設立した。なお、中橋義塾は長続きせず、光武10年（1906年）に廃校となっている。また、同年忠州郡観察使に任用され、建陽2年（1897年）には参将に補せられた。

### 帝政期
光武2年（1898年）副将に昇進し、軍部大臣に任じられた。このとき泳綺は、徐載弼や李完用ら開化派が創設した政治団体である独立協会に対抗して皇国協会を組織し、開化派の同団体を解散に追い込んでいる。同年12月4日、参政大臣・閔泳喚のもとで度支部大臣（財務大臣）に任じられた。光武8年（1904年）、泳綺は参政大臣・申箕善とともに、第一次日韓協約に基づき日本政府と財政顧問傭聘契約を締結した。これにより、韓国政府は財政に関する事務の一切を、財政顧問である目賀田種太郎の同意がなければ履行できなくなった。光武9年（1905年）2月3日には、内部大臣・趙秉式、外部大臣・李夏栄とともに、日本政府と「警務顧問傭聘契約」も締結している。韓国には警察官僚の丸山重俊が招聘されたが、彼によって韓国警察の近代化が図られた。
朝鮮半島の利害関係を巡って対立していた日本とロシアは、明治37年（1904年）に開戦へと至った。戦局が日本優勢になると、韓国政府は日本の実情を探るための視察団派遣を決定した。光武9年（1905年）7月17日、度支部大臣の泳綺は、表勲院総裁の閔丙奭らとともに日本国視察事務員として日本へ派遣された。滞在中の7月27日には、丙奭や陪従武官長・趙東潤、中枢院賛議・閔商鎬とともに元老・伊藤博文と面会しており、視察目的について説明している。8月18日に勲一等旭日大綬章を受章。
かねてより韓国の保護国化を計画していた日本は、日露戦争と平行して、明治38年（1905年）7月の桂・タフト協定、8月の第二回日英同盟締結、9月のポーツマス条約調印などにより、列強各国に韓国保護国化の承認を取り付けていた。11月15日、特派大使である伊藤博文が高宗に内謁し、明治天皇による保護条約（第二次日韓協約）調印についての親書を奉呈した。11月16日に高宗は参政大臣の韓圭卨をはじめとする各大臣を招集して協約締結についての可否を諮り、11月17日にも御前会議を開催して意見を募ったが、最終的に日本側の要求を拒否する結論に至った。伊藤は、韓国駐剳軍司令官の長谷川好道を伴って大臣一人一人に賛否を尋ね、泳綺および韓圭卨は明確に協約締結に拒絶を示した。伊藤に詰責された韓は、その後神経衰弱となり号哭するなど交渉は難航したが、学部大臣の李完用や農商工部大臣の権重顕らの賛同によって、結果として協約は締結されている。
協約締結の場での一連の振る舞いが問題視された韓は参政大臣を罷免されたため、11月28日に外部大臣の朴斉純を首班とする内閣が組織されたが、泳綺は新内閣でも度支部大臣に留任となった。光武10年（1906年）7月3日、統監府官舎にて行われた韓国施政改善に関する協議会に、朴斉純や宮内府大臣・李載克などとともに出席した。この協議会では、高宗を中心とする宮中の人事問題や粛清について、韓国統監の伊藤と意見を交わしている。隆熙2年（1908年）12月、東洋拓殖株式会社副総裁に就任。

### 日本統治時代
隆熙4年（1910年）8月29日に大韓帝国が日本に併合されると、閔泳綺は朝鮮貴族令に基づき男爵を授爵した。明治44年（1911年）1月には恩賜公債として2万5,000円を受領している。同年3月6日、朝鮮総督府中枢院顧問を仰せつかり、合わせて手当として年額金1,600円が下賜された。4月15日、東洋拓殖株式会社の副総裁を依願退職している。大正元年（1912年）12月7日に従五位を受位し、大正2年（1913年）7月21日には正五位に昇った。大正4年（1915年）11月10日、京都御所・紫宸殿で行われた大正天皇の御大典に参列した。御大典の後は京都を散策し、その後一旦上海に立ち寄ってから下関より関釜連絡船で釜山を経由して京城府へ戻っている。
大正8年（1919年）9月17日、朝鮮総督府中枢院副議長の李完用や朝鮮銀行副総裁の嘉納徳三郎などとともに、臨時旱害救済委員を嘱託された。大正8年は朝鮮における記録的な大旱魃の年である。この年の6月までは例年と変わらない降水量であり、7月上旬も、小笠原諸島から拡張した高気圧が半島南部に掛かった影響で南方から湿った風が吹き込み、内陸部でも小低気圧の影響で夏期特有の豪雨がみられるなど、取り立てて旱魃の兆しはなかった。むしろ、朝鮮北部の咸鏡北道、咸鏡南道を除く地域では、降水量が例年よりも多いほどであった。しかし、7月上旬末あたりから高気圧が日本海方面を占拠しはじめ、その一端が半島から黄海まで伸びるようになった。また、例年揚子江流域から発生し、半島を横断していく低気圧も、この年はたまたま発達が小さく、半島南部にわずかな影響を与えるだけとなった。そのため、7月中旬から8月にかけて、特に半島西部・中部・北部地域で晴天が続き、気温も異常な高温を記録したことで、近年まれに見る酷暑大旱魃の年となった。朝鮮の13道のうち、この旱魃で全羅北道、忠清北道、忠清南道、京畿道、黄海道、平安北道、平安南道、江原道、咸鏡南道の9道、計114万8,975町歩もの農地で禾穀が実らず野菜が枯れる甚大な被害が記録されている。泳綺は、政務総監・水野錬太郎を委員長とする臨時旱害救済委員会の嘱託委員として、満州からの米輸入や種子購入への資金補助、被害の甚大な農家に対する国庫からの直接救済などに奔走した。
同年11月、朝鮮総督府に対して、株式会社京城取引所設立の出願を男爵・李允用らとともに行っている。当時の朝鮮では、米穀や株式を扱う定期取引所の設置に関して、その根本となる取引所法が制定されるまでは設立を認可しないものとされていた。そのため、内鮮人共同経営による朝鮮経済発展を目指す足がかりとして出願したところであったが、泳綺らの出願の半年前である同年5月、京城の金物王と称された釘本藤次郎によって、京城株式現物取引市場の出願がなされていた。両者からの出願を受けた朝鮮総督府殖産局長の西村保吉は、結果として形式上釘本の出願に認可を与えたが、泳綺らの示した内鮮人共同経営の精神を最大限反映した設立条件も付帯させている。
大正9年（1920年）2月20日、漢城銀行の取締役兼監査役に当選就任。12月20日には、朝鮮道地方費令施行規則第3条に基づき、京畿道評議会員に任命された。大正10年（1921年）4月26日に朝鮮総督府中枢院顧問の任を解かれたが、4月28日、継続して中枢院顧問を仰せつかり、再任を果たした。9月21日、朝鮮中央衛生会委員に任じられ、同年大正実業親睦会の代表理事兼会長にも就任している。大正11年（1922年）、京城商業会議所の特別評議員となり、大正12年（1923年）3月1日には親任官待遇を賜って李王職長官を拝命した。なお、李王職長官着任にあわせて、中枢院顧問の職を解任されている。
大正14年（1925年）に行われた大正天皇の銀婚式では、李王の使いとして、朝鮮貴族代表の李王職事務官・李恒九とともに参列した。この際、皇后および摂政宮との拝謁を仰せつかる。また、李王世子や、当時学習院在学中だった徳恵姫とも面会している。大正15年（1926年）4月24日に李王が薨去すると、泳綺は葬儀委員に任じられた。
大正15年、大正天皇の病状悪化に伴い東京に渡っていたが、12月25日に崩御したため、昭和2年（1927年）1月4日に京城の李王職長官邸へ帰還した。しかし、1月5日午前8時ごろに脳溢血の症状を呈して危篤に至った。政務総監・湯浅倉平や李王職事務官・末松熊彦など多くの見舞客が訪問し、同日付で、宮内省より特旨をもって正三位へ追陞となった。1月6日、京城府の李王職長官邸にて薨去。薨去に伴い、勲一等旭日桐花大綬章が追贈された。葬儀は1月12日に執り行われたが、皇室からは1月11日に朝鮮総督府内務局長の生田清三郎が勅使として閔泳綺の邸宅に差し遣わされ、祭資料の下賜と賜物素絹二匹の伝達がなされた。昭和10年（1935年）に朝鮮総督府が編纂した『朝鮮功労者名鑑』には、朝鮮人功労者として353人が選出されたが、そのうちの1人として掲載された。

## 評価
閔泳綺は、第二次日韓協約こそ反対したものの、その後の韓国併合から日本統治時代にかけての行動が、日帝強占下反民族行為真相糾明に関する特別法の第2条第7・9・13・18・19号に規定された親日反民族行為に該当するとして、『親日反民族行為真相究明報告書』に関連行為が記載されている。
現在の韓国において、日本統治時代に対日協力した者は親日派（売国奴）としてさげすまれるが、泳綺の名は、2002年の民族精気を立てる国会議員の会による親日派708人名簿、2007年の親日反民族行為真相糾明委員会による親日反民族行為195人名簿、2008年の親日人名辞典編纂委員会による親日派リストのすべてに記載されている。2008年には、親日反民族行為者財産調査委員会によって、閔泳綺が所有していた土地の国家帰属が決定された。

## 栄典
位階等
- 隆熙2年（1908年）3月20日 - 従一品[12]
- 大正元年（1912年）12月7日 - 従五位[27]
- 大正2年（1913年）7月21日 - 正五位[28]
- 大正7年（1918年）10月10日 - 従四位[57]
- 大正11年（1922年）5月10日 - 正四位[58]
- 大正14年（1925年）7月3日 - 従三位[59]
- 昭和2年（1927年）1月5日 - 正三位[46]

爵位
- 明治43年（1910年）10月7日 - 男爵[23][60]

勲章等
- 光武9年（1905年）8月18日 - 勲一等旭日大綬章[12]
- 隆熙元年（1907年）12月30日 - 勲一等太極章[12]
- 隆熙3年（1909年）日付不明 - 皇太子渡韓記念章[2]
- 明治45年（1912年）
  - 4月25日 - 木杯一個（忠清北道沃川郡沃川公立普通学校の基本財産および校舎修繕費に対する金50円の寄付に応じて）[61]
  - 日付不明 - 韓国併合記念章[2]
- 大正4年（1915年）日付不明 - 大正大礼記念章[2]
- 大正6年（1917年）7月2日 - 銀木杯一組（忠清北道沃川郡沃川報恩通三等道路改修工事に対する水田970坪、田252坪の寄贈に応じて）[62]
- 昭和2年（1927年）1月6日 - 勲一等旭日桐花大綬章[49]